# Шулендорф
Шулендорф (нем. Schulendorf) — община в Германии, в земле Шлезвиг-Гольштейн. 
Входит в состав района Герцогство Лауэнбург. Подчиняется управлению Бюхен.  Население составляет 488 человек (на 31 декабря 2010 года). Занимает площадь 11,39 км².